# Phoenix caespitosa
Phoenix caespitosa är en enhjärtbladig växtart som beskrevs av Emilio Chiovenda. Phoenix caespitosa ingår i släktet Phoenix och familjen Arecaceae. Inga underarter finns listade i Catalogue of Life.